# Günter Verheugen
Günter Verheugen (n. 28 aprilie 1944, Bad Kreuznach, Renania-Palatinat, Germania) este un politician german. Verheugen a jucat un rol activ la procesul de aderare a României la Uniunea Europeană.

## Tânăr politician
Günter Verheugen a absolvit liceul "Max-Ernst" din Brühl (între Köln și Bonn), unde a obținut diploma de bacalaureat. A lucrat apoi timp de doi ani (1963-1965) ca practicant în redacția cotidianului "Neue Rhein-Neue Ruhr-Zeitung". Verheugen a studiat istoria, sociologia și științele politice la universitățile din Köln și Bonn (1965-1969). 
În 1967 a aderat la Partidul Liberal vest-german, Freie Demokratische Partei (FDP), în cadrul căruia a devenit președintele organizației de tineret a liberailor din landul Renania de Nord-Westfalia. După absolvirea facultății (1969), Verheugen a devenit șef al oficiului pentru relații publice din ministrului federal de interne (superior îi era Hans-Dietrich Genscher). În 1974, după ce Genscher a devenit ministru de interne, Günter Verheugen a fost numit șef al biroului de analiză și informații din ministerul de externe al RFG, funcție pe care a avut-o doi ani. În 1977 Verheugen este ales manager general al Partidului Liberal, iar între 1978 și 1982 a deținut funcția de secretar general al partidului.

## Funcționar superior al Germaniei Federale
În 1982 a părăsit FDP împreună cu mai mulți alți membri marcanți ai partidului, deoarece partidul ieșise din coaliția guvernamentală cu Partidul Social Democrat al Germaniei (SPD) al cancelarului federal Helmut Schmidt. În același an Verheugen a aderat la Partidul Social Democrat, împreună cu doi alți membri proeminenți care părăsiseră Partidul Liberal. Din 1983 până în 1999 a fost deputat în Bundestag-ul german, iar în această calitate a făcut parte din mai multe comisii parlamentare, între care: comisia pentru afaceri externe (1983-1988 și a doua oară 1994-1997); președinte al comisiei speciale pentru Uniunea Europeană (1992).
În calitate de om politic social democrat, Verheugen a îndeplinit funcția de purtător de cuvânt al biroului național SPD (1986-1987); manager federal al partidului (1993-1995); șef-adjunct al grupului parlamentar SPD în Bundestag. De asemenea funcții în comisiile parlamentare pentru afaceri externe, de securitate și dezvoltare (1994-1997); și în biroul național al Partidului Social Democrat (1997).
Verheugen a activat în paralel și în presă, ca redactor-șef al organului Partidului Social Democrat "Vorwärts" ("Înainte") (1987-1989) și, ulterior, ca președinte al consiliului de administrație (1990-1999) al postului de radio "Deutsche Welle", post de radio public care transmite preponderent pentru vorbitorii de limba germană din străinătate.
În 1997 Verheugen a fost ales președinte al Consiliului Socialist Internațional pentru Pace, Securitate și Dezarmare. În anul 1998 a fost numit secretar de stat al ministerului de externe (fiind adjunctul ministrului Joschka Fischer), poziție pe care a ocupat-o până în septembrie 1999, când a fost ales membru al Comisiei Europene, în funcția de comisar pentru extinderea UE.

## Două mandate de comisar european
La 15 septembrie 1999 Günter Verheugen a fost desemnat în funcția de membru al Comisiei Europene condusă atunci de italianul Romano Prodi. A fost numit totodată comisar pentru Extinderea Uniunii Europene. Parlamentul European l-a votat pentru Comisia Europeană pe Romano Prodi ca președinte și implicit și echipa sa formată din 19 comisari.
În perioada mandatului său de comisar pentru extindere (1999-2004) s-a realizat integrarea în UE a zece state. Potrivit lui Verheugen extinderea UE este o șansă pentru a se atinge o stare de stabilitate și securitate în Europa, precum și un proces care va întări UE însăși. 
„O mai strânsă cooperare în domeniile poliției, securității și apărării va echipa mai bine o Uniune Europeană lărgită împotriva terorismului internațional și a criminalității organizate. Extinderea înseamnă așadar în primul rând: stabilitate politică și economică sporită și securitate sporită pentru Europa și cetățenii săi.”—Günter Verheugen
La 5 noiembrie 2004, într-o conferință de presă, Verheugen a menționat că viitorul prim-ministru al României va fi Mircea Geoană (de la Partidul Social Democrat) și că România va finaliza negocierile cu Uniunea Europeană cu patru zile înainte de alegerile legislative și prezidențiale din această țară. Comisia Europeană s-a desolidarizat de afirmațiile comisarului Verheugen, acesta fiind acuzat de sprijin electoral acordat PSD. 
La 22 noiembrie 2004, Günter Verheugen a fost desemnat vice-președinte al Comisiei Europene în mandatul Comisiei Barroso, primind portofoliul de comisar pentru industrie și întreprinderi. 
Într-un interviu acordat în iulie 2005 cotidianului german "Suddeutsche Zeitung", Verheugen a pledat pentru menținerea actualului ritm al extinderii, pentru mai multă înțelegere față de România și Bulgaria, cât și pentru o perioadă mai lungă de timp pentru ratificarea Constituției europene. Comisarul Verheugen a susținut că "nu putem spune românilor și bulgarilor să ne cumpere mașinile sau computerele, darămite să nu calce pe la noi - de preferat nici măcar în treacăt". Verheugen a adăugat că țările puternic industrializate ale Uniunii Europene vor fi cele care vor profita cel mai mult de pe urma extinderii. "Marii câștigători se numesc de fapt Germania și Austria", aderarea României și Bulgariei fiind "în interesul vital" al Uniunii, deoarece fără aceste două state "nu putem avea stabilitate în Balcani". 
Verheugen a spus că el nu înțelege "de ce francezii sau olandezii sunt de părere că este de la sine înțeles ca ei să aparțină de Uniunea Europeană - și polonezii sau românii nu?! Să fie aceștia din urmă mai puțin europeni?", s-a întrebat, retoric, comisarul Verheugen. 
Înaltul demnitar european a explicat că România și Bulgaria "nu au făcut parte din Uniunea Europeană de la bun început doar ca urmare a faptului că au fost victime ale celui de-al doilea război mondial, fiind nevoite să trăiască de partea greșită a Cortinei de Fier". 

## Comentarii legate de starea statului de drept în România
În data de 30 ianuarie 2017 s-a declarat într-o discuție televizată cu Markus Ferber stupefiat de faptul că PSD-ul, care a câștigat alegerile din 2016, se comportă de parcă i-ar aparține toată țara și încearcă să facă scăpați de urmărire penală peste o mie de politicieni care și-au umplut buzunarele pe spinarea cetățenilor.